# (5441) Andymurray
(5441) Andymurray es un asteroide perteneciente al cinturón de asteroides descubierto el 8 de mayo de 1991 por Robert H. McNaught desde el Observatorio de Siding Spring, Nueva Gales del Sur, Australia.

## Designación y nombre
Designado provisionalmente como 1991 JZ1. Fue nombrado Andymurray en honor al tenista profesional de nacinalidad escocesa, Andrew Barron Murray.

## Características orbitales
Andymurray está situado a una distancia media del Sol de 3,049 ua, pudiendo alejarse hasta 3,294 ua y acercarse hasta 2,805 ua. Su excentricidad es 0,080 y la inclinación orbital 10,99 grados. Emplea 1945,53 días en completar una órbita alrededor del Sol.

## Características físicas
La magnitud absoluta de Andymurray es 11,9. Tiene 15,42 km de diámetro y su albedo se estima en 0,205. 